# К'яра Боджатто
К'яра Боджатто (італ. Chiara Boggiatto, 17 лютого 1986) — італійська плавчиня.
Учасниця Олімпійських Ігор 2004, 2012 років.
Призерка Чемпіонату Європи з водних видів спорту 2012 року.
Призерка Чемпіонату Європи з плавання на короткій воді 2005, 2010 років.